# Leo Goovaerts
Leo Goovaerts (Berlaar, 13 november 1940) is een Belgisch advocaat en voormalig liberaal politicus. Hij zetelde twee legislaturen voor de VLD in de Belgische Senaat. Hij werd in januari 1999 met onmiddellijke ingang uit de partij gezet na vetes met onder andere Guy Verhofstadt die hem de bijnaam "ziekelijke ruziestoker" opleverden, zoals de Vlaamse kranten noteerden.
Daarna werd hij voorzitter en meerderheidsaandeelhouder van EcoNation.

## Levensloop
Goovaerts werd kandidaat in de economische wetenschappen aan de Université catholique de Louvain, kandidaat in de rechten aan de Facultés universitaires Notre-Dame de la Paix, licentiaat in de rechten aan de Université libre de Bruxelles en licentiaat economie aan de Katholieke Universiteit Leuven. Hij promoveerde tot doctor in de rechten aan de Université libre de Bruxelles. Later volgden bijkomende opleidingen Onderhandelings- en Bemiddelingstechnieken aan de universiteiten van Harvard, Chicago (Kellogg School of Management) en Californië (Pepperdine University School of Law).
Hij bouwde vervolgens een Brussels advocatenkantoor uit, eerst gespecialiseerd in echtscheidingszaken, later in economisch en vennootschapsrecht, en met expertise in onderhandelingen, conflictoplossing en bemiddeling. Als docent gaf hij les aan de Vlerick Business School. In 2008 richtte hij met een paar vennoten het kantoor Novalex op. Ook was hij plaatsvervangend rechter bij de Brusselse rechtbank van eerste aanleg en van 1986 tot 1988 lesgever aan de Stageschool van de Balie van Brussel.
Van 1981 tot 1985 werkte Goovaerts eveneens als opdrachthouder voor vicepremier en minister van Financiën Willy De Clercq en voor staatssecretaris voor het Brussels Hoofdstedelijk Gewest Annemie Neyts. Daarna was hij van 1985 tot 1987 opdrachthouder bij Guy Verhofstadt, toen vicepremier en minister van Begroting en Wetenschapsbeleid.
Hij vervoegde de VLD, toen nog PVV, in 1988 als penningmeester om de interne partijfinanciën te beheren als toenmalig vertrouweling van Guy Verhofstadt, aan wie hij dat jaar ook 2.000.000 Belgische frank overschreef. Of dit een lening dan wel een gift was, werd tien jaar later een van de struikelstenen die zou leiden tot zijn defenestratie uit de partij. Goovaerts behoorde als penningmeester tien jaar tot de administratieve leiding van de partij. Hij werd er in 2003, na zijn ontslag, van beschuldigd deel gehad te hebben aan de obussen-smeergeldaffaire waarbij hij een deel van de partijboekhouding zou vernietigd hebben.
Goovaerts zetelde van 1991 tot 1995 als gecoöpteerd senator in de Senaat. Als voorstander van "vrijzinnige morele dienstverlening" diende hij samen met Roger Lallemand, Fred Erdman en Paul Hatry op 27 juni 1995 het "wetsontwerp houdende vrijstelling van kadastraal inkomen voor het openbaar uitoefenen van de vrijzinnige morele dienstverlening" in. Commissiewerk verrichtte hij in de commissies Justitie en Economie. Bij de verkiezingen van 21 mei 1995 werd hij verkozen als lid van de Brussels Hoofdstedelijke Raad, waar hij vier jaar fractieleider van de VLD-fractie zou blijven. Op 13 juni 1995 legde hij als een van de zes eerst verkozenen van de Nederlandse taalgroep van de Brusselse Hoofdstedelijke Raad de eed af in het Vlaams Parlement. Hij bleef Vlaams volksvertegenwoordiger tot juni 1999. Tussen juni 1995 en juni 1999 werd hij door het Vlaams Parlement aangewezen als gemeenschapssenator.
Van 1995 tot 1996 en van 1997 tot 1999 zetelde hij als afgevaardigde in de Parlementaire Vergadering van de Raad van Europa en de Assemblee van de West-Europese Unie. Van 1996 tot 1997 was hij plaatsvervanger voor deze functie. Van 1998 tot 1999 was hij penningmeester naar de Raad van Europa.
In 1999 werd Goovaerts buiten de partij geplaatst. Officieel was dit na een kranteninterview met Wetstraatjournalist Guido Tastenhoye, toen nog actief bij Gazet van Antwerpen. Bij het interview had Tastenhoye in de krant een commentaarstuk geplaatst waarin hij stelde dat Goovaerts Verhofstadt politiek dood zou verklaard hebben. Tastenhoye nam kort nadien ontslag en kwam op voor het Vlaams Blok. Voor Goovaerts betekende het stuk, ondanks zijn formele ontkenning en rechtzetting van het commentaarstuk, ook het verlies van zijn plaats op de kieslijsten voor de senaatsverkiezingen van 1999, een plaats die hij had verworven met een akkoord de vroegere lening in een gift om te zetten.
Goovaerts daagde Verhofstadt vervolgens voor het gerecht voor het niet terugbetalen van de lening die hij hem in 1988 zou verstrekt hebben. Onder meer Karel Poma probeerde als voorzitter van de Nationale Statutaire Commissie van de VLD vanuit de partij te bemiddelen maar kon geen compromis bereiken en nam in 2004 hierdoor ontslag als voorzitter van die commissie. In 2005 diende Goovaerts een bijkomende klacht in toen bleek dat stukken uit het dossier bij het gerecht zoek zouden geraakt zijn. Verhofstadt, in die tijd Eerste Minister, reageerde slechts één keer op de zaak en noemde Goovaerts 'iemand die met crapuleuze praktijken probeert mensen in diskrediet te brengen'. Goovaerts schreef de affaire van zich af in het boek Wat ik zag was ontnuchterend - Passage van een penningmeester bij de VLD.
Na zijn heftige breuk met de VLD probeerde Goovaerts in de aanloop naar de Vlaamse verkiezingen van juni 2004 zijn liberaal politiek engagement te uiten met de lijst Veilig Blauw. Hij kon evenwel niet voldoende steun verwerven voor een nieuw mandaat. Daar waar 5% vereist is voor een zetel (kiesdrempel), haalde hij slechts enkele honderden stemmen, goed voor enkele tienden van een procent, waarna hij politiek irrelevant werd. Hij werd aan het eind van zijn carrière weggezet als "een ontevreden liberaal die de partij de rug toekeerde en met smeuïge verhalen hengelde naar persaandacht". Hij zou zich daarna nooit meer verkiesbaar stellen.

## Publicaties
- (met Dirk Van Poucke) Onderhandelen met macht en respect, Auxis, 1991, D/1991/4865/1
- (met Sabine Thielemans) Onderhandelen: Hoe? Zo!, Lannoo, oktober 2005, ISBN 9789020962222
- Wat ik zag was ontnuchterend - Passage van een penningmeester bij de VLD, Uitgeverij Van Halewyck, mei 2009, ISBN 9789056179298